# Kamen Rider: Dragon Knight
Kamen Rider: Dragon Knight (conocida como Kamen Rider: El caballero dragón en España y Kamen Rider: Los caballeros dragón en Hispanoamérica) es una adaptación estadounidense de la serie original japonesa Kamen Rider Ryūki, cuyo estreno fue el 7 de octubre de 2009. Fue llevado a la televisión por Steve y Michael Wang y producido por Jimmy Sprague a través de Adness Entertainment. Siendo esta la segunda serie de Kamen Rider en ser adapatda a Estados Unidos después de la adaptación por parte de Haim Saban Masked Rider.
La serie tuvo un estreno el 13 de diciembre de 2008 y comenzó a emitirse oficialmente el 3 de enero de 2009, y luego continuó durante todo el año. Adness optó por adaptar Ryūki entre las otras series del momento de la era Heisei, ya que tenía una gran cantidad de Riders (10 Riders de la serie más 3 de las películas entre ellas una Rider femenina). La CW había abandonado a Dragon Knight a finales de año antes de que se emitieran los últimos dos episodios en los EE. UU. Los episodios finales se cargaron en el sitio web de 4Kids TV el 18 de diciembre de 2009. En 2012, todos los episodios se eliminaron del sitio web de 4Kids TV.
En 2010, Dragon Knight fue nominado y ganó el Daytime Emmy Award por "Outstanding Stunt Coordination", una categoría introducida a los Daymy Emmy ese año.

## Producción

### Desarrollo
En julio de 2006, el productor Aki Komine recibió un permiso especial de Toei para producir un piloto previo al espectáculo para una producción estadounidense de Kamen Rider. Komine se acercó al cineasta y fanático de Kamen Rider, Steve Wang, y su hermano Michael Wang para ayudar a desarrollar, escribir y dirigir un piloto previo al espectáculo. Komine posteriormente obtuvo los derechos después de que Toei estuviera satisfecho con el piloto previo al espectáculo. El programa recibió financiamiento independiente de Komine y su socio Fumio Sebata. De acuerdo con la información de licencias tempranas para la serie, Adness Entertainment tenía la intención de filmar una película de larga duración para Dragon Knight. En una entrevista, Steve Wang declaró que habían escrito una historia para una película, pero que Adness ahora estaba recaudando dinero para traer a otro Kamen Rider para su transmisión en los Estados Unidos en lugar de una película o una segunda temporada de Dragon Knight.

### Guion
Komine optó por adaptar Kamen Rider Ryuki para fines de comercialización debido a la cantidad de Kamen Riders y monstruos que tenía el programa. Steve empleó a su hermano Michael y su viejo amigo Nathan Long para escribir el programa. Long y los hermanos Wang escribieron la historia y la estructura del programa para conectarse con el material de acción/efectos utilizando el mismo método de adaptar un producto extranjero como Saban ya lo había hecho con su franquicia estrella Power Rangers y Masked Rider. Se mantuvieron algunos elementos clave y rasgos característicos menores de Kamen Rider Ryūki, pero se tuvieron que rehacer otros elementos para cumplir con los estándares y prácticas de la programación infantil estadounidense. Bandai inicialmente presionó a los cineastas para que apuntaran el espectáculo a una audiencia infantil, pero los hermanos estaban decididos a que Dragon Knight fuera una serie para preadolescentes y jóvenes

### Título
Toei hasta 2009 había comercializado oficialmente la franquicia Kamen Rider como "Masked Rider" para mercados extranjeros. Sin embargo, Wang convenció a Toei de mantener el título del programa como Kamen Rider en lugar de Masked Rider, diciendo: 
"Al crecer, nunca vi" Masked Rider "... siempre fue KAMEN RIDER y verlo llamado" Masked "siempre se sintió extraño. Simplemente no soy un fanático de usar descripciones para nombrar a un personaje como 'Enmascarado'. Es como llamar a Darth Vader 'Señor Sith Blindado'. Es una tontería para mí ". 
Esta decisión también se tomó para que la audiencia no relacionara la serie con la anterior adaptación "Masked Rider" de Saban (una adaptación de Kamen Rider Black RX).

### Filmación
Akihiro "Yuji" Noguchi coreografió las secuencias de acción del espectáculo. Debido a que el programa utilizó la mayoría de las imágenes de acción/efectos de Kamen Rider Ryūki, la planificación previa se estableció de modo que la nueva imagen coincidiera con los fondos y las acrobacias de las imágenes japonesas; sin embargo, el equipo filmó la mayoría de las imágenes nuevas para usar menos De las imágenes japonesas en algunos episodios. Los trajes para los Kamen Riders y los monstruos fueron re-fabricados y enviados por Toei. El departamento de vestuario siempre estaba listo para tener los trajes listos para la cámara debido a los "abusos" no solo de la producción estadounidense sino también de la anterior producción japonesa. El traje para el General Xaviax fue el único diseño original de la producción estadounidense, diseñado por Steve Wang.

## Argumento
La serie gira en torno a Kit Taylor, un joven con mala reputación de ser un ladrón, que busca a su padre desaparecido hace mucho, cuando cumple la mayoría de edad, regresa a su casa y encuentra un misterioso Deck de tarjetas y una tarjeta de contrato, que mediante visiones de su padre, le dice que busque al dragón y que lo contrate, para luego ver que la gente de la ciudad es secuestrada por monstruos detrás del espejo. Kit es perseguido por un misterioso dragón haciendo que este entre en los espejos y es perseguido por un monstruo araña hasta que Len, Kamen Rider Wing Knight, lo salva.
Len le dice a Kit que le devuelva el Advent Deck, que no tiene que meterse en este asunto, pero Kit, viendo que posiblemente su padre le esté dando una pista para encontrarlo, y decidiendo proteger a las personas, hace el contrato con el dragón, convirtiéndose en Kamen Rider Dragon Knight. Sin embargo, descubre por medio de Len que existe otra dimensión paralela llamada Ventara, donde Len vivía allí, y que en realidad, existen otros Riders de la Tierra que tienen ese poder mediante el engaño de un malvado general llamado Xaviax, cuyo objetivo es engañar a los gemelos de los portadores originales de Ventara, haciéndolos sus Riders a cambio de algún deseo o anhelo. Kit deberá decidir si unirse a Len en su lucha por salvar dos mundos o sacrificar su mundo para encontrar a su padre, mientras pelea con los Riders de Xaviax, siendo el único que no tiene una ambición que los demás Riders terrestres, él deberá decidir.
En medio de todo esto, una joven bibliotecaria llamada Maya Young que posee un blog sobre temas paranormales descubre el secreto de Kit y Len, y empieza a realizar una investigación periodística independiente sobre la relación entre los Kamen Riders, las apariciones de espectros registradas por cámaras, una misteriosa seguidilla de desapariciones de personas y la aparición de "pacientes sonámbulos", activarán las alarmas de una organización de defensa nacional que perseguirá a Maya y a los Riders protagonistas.

## Personajes Principales

#### Kit Taylor/Kamen Rider Dragon Knight/Kamen Rider Onyx
Kit Taylor es un adulto joven que perdió a su padre durante la infancia. Desde entonces, ha sido enmarcado por muchos "malentendidos" y se ha ganado la reputación de ladrón. Fue colocado en un hogar de acogida hasta que cumplió 18 años.
Kit es conocido por ser valiente y heroico. Por otro lado, parece ser bastante despreocupado. A veces, puede persuadir sutilmente a la gente para que haga lo que quiera. Kit es un romántico desesperado y parece bastante soñador, creyendo que su verdadero amor ciertamente existe, pero simplemente no ha sido encontrado por los primeros puntos del espectáculo.
Misteriosamente encuentra una caja con forma de mazo en su departamento, dándole la capacidad de cruzar entre mundos y luego usa la habilidad de transformarse en Kamen Rider Dragon Knight.
Más tarde, después de que Xaviax lo promoviera y que poseía a Vic Frasier en ese momento, fue revivido por el Advent Master junto con Kase, luego se le dio el Advent deck de Onyx y pudo transformarse en Kamen Rider Onyx, mientras Adam regreso como el original y primer Dragon Knight, Kit volvió  a ser Dragon Knight solo después de que Adam se retiró de ser un Kamen Rider.

#### Len/Kamen Rider Wing Knight
Len es una figura misteriosa que está luchando contra los monstruos de Xaviax que tiene la capacidad de transformarse en Kamen Rider Wing Knight armado con un Advent Deck murciélago. Es distante en su personalidad y trata de mantener la existencia de los Riders como un misterio para el público. Su Bestia Advent es Black Wing, un murciélago enorme. Es uno de los Kamen Riders originales de Ventara antes de la "traición" por parte de su mejor amigo Adam, el Caballero Dragón original. Al principio, Len no quería que Kit se involucrara con sus problemas o se convirtiera en Dragon Knight. Pero una vez que Kit usó su Advent Deck, acordaron derrotar a Xaviax y salvar el mundo de Kit.

#### Kase/Kamen Rider Siren
Kase es una compañera sobreviviente de Ventara al igual que Len y tiene la capacidad de transformarse en Kamen Rider Siren, la única mujer Kamen Rider, con un Advent Deck cisne. Ella es una ansiosa cazadora que actúa completamente opuesta a Len, quien no sabía que ella había sobrevivido.
Ella se siente incómoda la próxima vez que lo ve cuando comienza a ver las similitudes en la personalidad que tienen Kit y Adam, afirmando que fue la actitud que tuvo Kit la que inició la traición de Adam. Pero después de conocer su resolución, ella acepta a Kit como Kamen Rider y se disculpa por su comportamiento anterior. Mientras esperan que Kit regrese, Len y Kase detectan a los Kamen Riders Strike y Wrath y logran salvar a Lacey y Trent, pero son fácilmente dominados por los poderes de Vic (Xaviax) y "JTC". Ellos son capaces de escapar antes de sufrir más lesiones. Finalmente, Trent les da la ubicación donde están reteniendo a Kit y ellos intentan rescatarlo.
Lo encuentran siendo atacado por Wrath y Strike, pero logran salvarlo. Regresando a la librería, ella sana la pierna lesionada de Kit. Después de escapar de los No-Men de la librería, ella le muestra a Kit y a Len sus Cartas Survive, diciendo que serán necesarias ya que ya no están luchando contra aficionados. Poco después, Kase se ve obligado a luchar contra Wrath y un monstruo híbrido. Cuando está de espaldas, Strike usa su Final Vent, derrotandola. Kase es el octavo Kamen Rider que se ventilará en la serie. Len recupera la Deck de su novia caída y le promete venganza. Su venteo fue vengado cuando Len, usando el modo Survive, desahogó a Strike. Después de que Kase se ventiló, Eubulon transfirió su Advent Deck a Maya Young.
Kase luego es rescatado del Vacío Advent por el Maestro Eubulon, y se reúne con Len mientras se recupera. Luego, Maya le devuelve su Advent Deck ; Kase dice que está orgullosa de ella no solo por su trabajo como Kamen Rider, sino también como periodista que expone la verdad entre las mentiras. Más tarde habla con Kit en privado y lo convence de darle a Adam la oportunidad de probarse a sí mismo como lo hizo con él. Después de que Maya siente que algo anda mal con Adam, Kase y Kit se van a seguir a Len y Adam. Encuentran a los dos luchando entre sí.
Pronto descubre por Adam que le había dado a Xaviax el virus que lo descifró y creó una vacuna. Ella lo perdona cuando se da cuenta de que es necesario en la batalla final y que realmente lamenta sus acciones anteriores, reafirmando esto con Kit. Kase y Kit distraen a Xaviax y sus monstruos de detectar a Trent y Maya, quienes logran obtener un espejo dentro de la base de Xaviax. Kase y los demás logran entrar y, junto con Len, Kit y Adam, luchan contra Xaviax. Aunque no era rival para el poderoso General, lucharon contra él lo suficiente como para que Eubulon rescatara a los otros Riders y, juntos, todos usan sus Ventilaciones de Enlace para destruir a Xaviax.
Durante el Epílogo, ella sigue saliendo con Len mientras ayuda a reconstruir Ventara y proteger a Ventara y la Tierra de los restos del ejército de Xaviax, así como de los peligros de otros mundos detrás de los espejos.

#### Maya Young
Maya Young es una joven que está investigando las misteriosas desapariciones y cree en las conspiraciones, quedando atrapada en la batalla de Kamen Rider. Ella es miembro del sitio web WayAboveTopSecret.com, que se basa en teorías de conspiración y anomalías extrañas, especialmente en aquellas centradas en los Monstruos de los espejos. Con este fin, solicita la ayuda de Kit para descubrir los misterios que rodean a Ventara y los Mirror Monsters, aunque Lacey cree que solo está tratando de invitarlo a salir.
Debido a su intento de secuestro por uno de los Newt Monsters, ella es capaz de ver a los Mirror Monsters cuando nadie más puede.
Tras un intento de expulsar a un Kamen Rider al organizar un ataque monstruoso, Michelle Walsh tomó las fotos del intento y Maya es expulsada del sitio web. Maya se ha distanciado del periodista y continúa su búsqueda de descubrir los misterios de los Kamen Rider. Ella descubre que su información fue robada y, en respuesta, elimina su trabajo como investigadora paranormal para que los federales no la ataquen.
Mientras discute cómo contrarrestar los planes de Xaviax, Eubulon le reasigna el advent deck de Kase para que Maya ayude a Len mientras él va a recuperar a los otros riders. Él le da la capacidad de luchar instalando los recuerdos del anterior propietario de Siren, Kase.
Maya se convirtió así en la segunda Kamen Rider Siren, aunque a diferencia de su contraparte de Ventara, tiene el pelo negro, a diferencia del cabello rubio de Kase. Más tarde conoce a Chance, Pryce y Hunt, algunos de los riders originales. Debido a sus experiencias pasadas con JTC, se siente incómoda con Pryce a pesar de sus intentos de hacerse amiga de ella.
Una vez que Kit y Kase regresan del vacío advent, ella le devuelve el advent deck a Kase. Pronto siente que algo está mal con Adam cuando se va con Len al último transmisor, lo que se confirma como cierto. También se las arregla para arreglar las malas relaciones con Pryce al darse cuenta de que Pryce y JTC, aunque se ven iguales, son dos personas diferentes.

#### Lacey Sheridan
Lacey ha sido la mejor amiga de Maya desde que eran jóvenes. Mientras Maya se enfoca en los intereses de conspiración, Lacey está más preocupada por la moda, la fiesta y los niños. Lacey frecuentemente intenta involucrar a Maya en sus intereses, pero sin mucha suerte. Ella es muy escéptica y no cree en los Kamen Riders, hasta que es testigo y teme por la seguridad de Maya y roba su información con un Flash Drive de Michelle Walsh. Cuando Maya descubre lo que hizo Lacey, se siente traicionada pero la perdona y elimina toda la información de su computadora. Cuando sus amigos se quedan para ayudar a los Kamen Riders en la base No-Men, Lacey vuelve a su vida normal. Después de que matan a Xaviax, ella estaba a cargo de la sección de ropa de la nueva megatienda de Grace.

#### Trent Moseley
Trent es un chico intenso y emo que comparte el interés de Maya Young en las teorías de conspiración y las visitas extraterrestres. Aunque dice odiar todo, le gusta Maya pero no se lo ha revelado. Él trabaja en la librería de la tía de Maya con ella, hasta que es aceptado por los No-Men, después de hackear su sistema para salvar a Kit y si no lo hiciera, sería arrestado. Luego ayudó a los Kamen Riders bajo una mayor capacidad.

#### Michelle Walsh
Michelle Walsh es una reportera que trabaja para el editor en línea de Maya y tiene la intención de descubrir la verdad, pero es demasiado arrogante para darse cuenta de lo que realmente está sucediendo en la ciudad. Cuando Maya intenta expulsar al Kamen Rider, Michelle toma fotos que indican que Maya fingió un rapto de monstruos, lo que provocó que Maya fuera despedida por el editor en línea del sitio. Desde la terminación de Maya, Michelle la ha ocultado en secreto para descubrir lo que realmente sabe sobre los misteriosos secuestros. Sin embargo, Michelle se revela como miembro de una agencia gubernamental llamada "No-Men" enviada para descubrir los misterios de los secuestros. Después de enterarse de los Kamen Riders, el agente Phillips le ordena que vaya tras Kit y lo capture. Intenta interrogar a Kit y aprender más sobre Ventara, pero Kit logra escapar. Después de eso, se dirige en busca de los Riders, así como de Maya, Trent y Lacey. Poco tiempo después, después de una larga batalla con solo Len que queda después, aparece con una carta misteriosa, dándole a Len la esperanza de que puedan ganar la guerra contra Xaviax. Lleva a Len, Maya, Trent y Lacey a Eubulon y ahora está localizando los dispositivos de teletransportación de Xaviax. Finalmente, habla con Maya y Trent sobre sus acciones pasadas diciendo que estaba poniendo su trabajo por encima de todo lo demás y enmenda su relación. Durante el epílogo, ella continúa trabajando para los No-Men pero está tratando de ser un poco más paciente.

#### Richie Preston/Kamer Rider Incisor
Richie Preston es hijo de una familia rica. Richie se convierte en Kamen Rider Incisor armado con un Advent Deck Cangrejo cuando Xaviax asume el disfraz de abogado Walter Connors y le dice que se había separado de la fortuna de su familia. Se le da una promesa falsa de un millón de dólares por cada Rider que derrota. Richie adquiere Incisor Advent Deck y la bestia Advent Volcancer.

#### Drew Lansing/Kamen Rider Torque
Drew Lansing es un estafador que vende un supuesto teléfono multiusos cuando los policías aparecieron fuera de su tienda. Al salir por la otra puerta, Xaviax se le acercó en forma humana y le mostró Ventara. Drew está bien al tanto de los planes de Xaviax, pero lo ayuda a tomar el control del mundo con la esperanza de que pueda convertirse en su segundo al mando y se convierta en Kamen Rider Torque armado con un Advent Deck Toro.

#### Grant Staley/Kamen Rider Camo
Grant Staley es un ingenioso artista marcial clandestino que hace trampas en sus peleas de karate que hace contra su sensei al esconder una llave en su guante. Grant fue reclutado por Xaviax en la forma del mercenario Race Mattock para asumir más desafíos y se convierte en Kamen Rider Camo armado con un Advent Deck camaleón que le dio Xaviax.

#### Brad Barrett/Kamen Rider Thrust
Brad Barrett fue originalmente un corredor de motocross al que se le prohibió el motocross por un escándalo de engaño que no cometió en relación con su compañero de carreras Joe Stephens. Xaviax se le acercó en la forma de Charlie Feathers y le hizo una promesa falsa de limpiar su nombre si derrotaba a los otros Riders en un "torneo" llamado Battle Club y se convierte en Kamen Rider Thrust armado con un Advent Deck rinoceronte.

#### Chris Ramirez/Kamen Rider Sting
Christopher Ramírez, apodado Chris, originalmente se suponía que era un infante de marina como su padre, para defender una tradición familiar (cuatro generaciones de hombres de Ramírez han sido infantes de marina desde la Primera Guerra Mundial). Desafortunadamente, fue dado de baja por tener complicaciones asmáticas que pondrían en peligro su vida como soldado, dejando a Chris y a su padre, la relación del sargento Daniel Ramírez. Mientras el padre de Chris y el médico discutían, Xaviax se acercó a él en la forma del agente especial Simons, quien le dio a Chris un Advent Deck bajo la suposición de que está luchando contra extraterrestres de otra dimensión y se convierte en Kamen Rider Sting con una armadura Advent de Mantaraya.

#### James Trademore/Kamen Rider Strike
James Trademore (apodado JTC) es un hacker y especialista en ovnis que es buscado por el gobierno de los Estados Unidos por robar algunos de sus archivos. Cuando lo atraparon, los No-Men le ofrecieron un trato: trabajar para ellos y pasarían por alto sus crímenes o pasar su tiempo en la cárcel. Él rechazó su oferta y, en consecuencia, fue enviado a la cárcel. Allí fue abordado por Xaviax, quien se revela como un extraterrestre para James y lo saca de la cárcel. James se unió a Xaviax para estar en el lado ganador, además de saber la verdad, y se convierte en Kamen Rider Strike armado con una Advent Deck Cobra.

#### Los Hermanos Danny y Albert Cho/Kamen Rider Axe y Kamen Rider Spear
Danny y Albert Cho son 2  ladrones hambriento de dinero, pero siempre ponen a su familia primero. Vivieron una vida dura donde estaban sólo ellos dos para ayudarse a apoyarse. Tras un reciente atraco en motocicleta, Xaviax se acercó a ellos y les ofreció un gran cheque a cambio de participar en "el mayor atraco en la Tierra". Danny se convierte en Kamen Rider Axe, un Kamen Rider con un Advent Deck tigre mientras que Albert termina convirtiéndose en Kamen Rider Spear, un Kamen Rider con un Advent Deck gacela.
Él y Albert serían recompensados si pueden derrotar a Kamen Rider Wing Knight

#### Vic Frasier/Kamen Rider Wrath
De acuerdo con fuentes externas, no pertenecientes al programa, es un trabajador de la construcción  que se encontraba en estado de coma debido a un accidente en su trabajo Según la serie, él (nombre e historia nunca mencionados, aunque se le atribuye como Vic) era un hombre que simplemente había estado agotado, similar a Frank Taylor. En cualquier caso, Xaviax usa su cuerpo para transformarse en Kamen Rider Wrath, un Kamen Rider con un Advent Deck fénix. Durante su primera pelea con el cuerpo de Wrath, Xaviax y JTC vencieron fácilmente a Len y Kase obligándolos a retirarse. Les dan caza pero los pierden. Más tarde, encuentran a Kit y lo atacan con su traje de batalla. Fácilmente lo superan, pero son interrumpidos por Len y Kase que logran escapar cuando Maya bloquea su ventana de salida.
Pronto se encuentra con Len y Kase y ambos luchan contra él. Len se retira para salvar a Kit, dejándolo solo con Kase. Después de una larga batalla, termina distrayendo a Kase mientras Strike la desahoga. Después de que Dragon Knight y Wing Knight obtengan sus modos Survive. Wrath lucha contra Kit, pero no puede llegar a Strike a tiempo para salvarlo mientras Len ejerce su venganza por Kase. Wrath luego lucha contra Kit y Len en sus modos de supervivencia y los derrota fácilmente. Preparando su Final Vent, es atacado por la Final Vent de Kit, pero esquiva a través de su teletransportacion y apunta su propio Final Vent a Kit, ventilándolo. Sin embargo, el impacto termina ventilando a Wrath también, lo que lo convierte en el undécimo y último rider en ventilar inmediatamente después de Kit. Sin embargo, incluso cuando se ventea, solo el cuerpo de Vic Frasier se envía al Advent Void, dejando a Xaviax intacto.

#### General Xaviax
Es el principal antagonista de toda la serie.
Es un alienígena guerrero del planeta Karsh igual que Eubulon. Muchos años atrás, Karsh se encontraba en una guerra mundial entre los ejércitos del sur y del norte (del cual Xaviax fue líder); el norte ganó la guerra, pero, desafortunadamente, Karsh se convirtió en un planeta terrenalmente devastado y árido. Con el objetivo de reconstruir su planeta, Xaviax ordena a Eubulon (su mejor soldado) a crear los faros de teletransportación para secuestrar y esclavizar a habitantes de otros mundos, pero, al llegar a Ventara, Eubulon cayó gravemente enfermo y fue cuidado por una familia ventarense, después de recuperarse, se dio cuenta de que no iba a esclavizar a todo un mundo de personas inocentes para ayudar a un planeta de hambrientos guerreros, así que Eubulon se rehusó a cumplir con las órdenes de Xaviax. Eubolon trato de convencer a Xaviax de buscar otra forma de reconstruir su mundo, por otro lado, Xaviax, lo consideró un acto de traición así que decidió esclavizar a los ventarenses él mismo. Eubulon advirtió a los líderes de Ventara sobre la invasión de Xaviax y creó a los Kamen Riders para defender el planeta, convirtiéndose en el Advent Master (El Kamer Rider Maestro). Finalmente, en la guerra de Xaviax contra Ventara, Eubulon y Xaviax entraron en batalla, la cual acabó empatada; Eubulon, en lugar de ir al vacío advent, terminó en la Tierra, donde fue encontrado en 1947, en Roswell, Nuevo México. Mientras que Xaviax pudo recuperarse más rápidamente, sobreviviendo a la pelea y reanudando su plan de esclavizar a toda Ventara.
Algún tiempo después, Adam, el Kamen Rider Dragon Knight original, en el último día de su año de patrullaje combatiendo los monstruos de Xaviax, mientras que los demás riders estaban en sus cápsulas de hibernación bajo su cuidado en su último turno, Xaviax se acercó a Adam bajo la identidad de “Paragon” (otro refugiado de Karsh y un supuesto amigo de Eubulon) con la oferta de desvincular a Adam y a los demás riders de sus advent decks para reclutar a nuevos riders como sucesores al retirarse, y poder estar con Sarah (una chica de Ventara de la cual se enamoró y razón principal por la que deseaba renunciar como kamen rider). Así que Adam, engañado por Xaviax, lo llevó a la base advent para despertar a los otros riders con el fin de darles las “buenas noticias”. Fue entonces cuando “Paragon” se revela como Xaviax y transporta a los otros riders al vacío advent fácilmente, con excepción de Kase (Kamen Rider Siren) que ya había despertado en ese momento. Xaviax peleó contra Kase; la batalla fue dura y difícil (pues las habilidades de Kase como Kamen Rider era excepcionales). Xaviax pudo salir victorioso, pero justo antes de ser vencida, Kase logra salvar a Len (Kamen Rider Wing Knight), luego de que su cápsula lo despertara, empujándolo por una escotilla de escape y enviándolo a la Tierra.
Luego de estos sucesos, Xaviax hace un trato con Adam: Como recompensa por ayudarlo a entrar en la base advent, quitarles los advent decks a los otros riders y transportarlos al vacío advent, Adam estaría en una dimensión ilusoria creada por Xaviax simulando Ventara junto con Sarah, para comenzar una vida juntos. Avergonzado de sus acciones, Adam acepta el trato y se recluye en la dimensión ilusoria con Sarah. A partir de ahí, Xaviax inicia su cacería hacia Len (Kamen Rider Wing Knight), ya que es el único rider que se interpone en su objetivo de dominar a la Tierra como lo hizo con Ventara.
Xaviax va a la Tierra asumiendo la misma forma humana (excepto cuando asumió la forma de Eubulon para enfrentar a Adam) pero, como maestro del disfraz, adopta diferentes alias y personificando identidades falsas con motivos ficticios, para adaptarse a sus necesidades. Otorga los advent decks de los Kamen Riders originales engañando a sus gemelos terrestres para reclutarlos como nuevos Kamen Riders para su causa y que formen parte de su ejército. Fácilmente aceptan haciéndoles creer que lo están haciendo por el bien mayor u ofreciéndoles algo que desean.
El único con quien no tuvo éxito fue con Kit Taylor ya que, a diferencia de los otros riders, no tenía vicios o ambiciones de ningún tipo. Intentó por todos los medios posibles de reclutar a Kit (como el hacerse pasar por su padre, manipulándolo a distancia mentalmente a través de sueños e ilusiones, guiándolo incorrectamente, dándole malos consejos y haciéndole saber su “decepción” por tomar “decisiones egoístas”) para que sea el nuevo kamen rider dragón knight, también lo ha metido en problemas escolares, así como el haber provocado todos sus arrestos. Al ver que nada de esto funcionaba, recurre a un acercamiento más directo, es entonces que decide aparecer en persona ante Kit cuando fue a visitar a su padre al hospital. Kit conoce a Xaviax cara a cara y deduce, por instinto propio, que es el responsable de todos los problemas por los que ha pasado al igual que las alucinaciones y sueños de su padre, su desaparición y el ponerlo en coma; así que le hace una oferta final a Kit: transportar a Wing Knight y Siren al vacío advent a cambio de curar a su padre del coma.
Sin embargo, cuando Xaviax se da cuenta de que Kit nunca podrá ser manipulado o chantajeado, abandona sus planes para él, lo que significa que Kit ahora debe ser transportado. Y para ayudar a JTC, revela un Kamen Rider secreto en emergencias, Kamen Rider Wrath. Él revela que también está en coma al igual que como lo hizo con el padre de Kit y se fusiona físicamente con el cuerpo de Wrath para luchar contra los 3 riders que se interponen en su camino. Mientras se fusiona con el cuerpo Wrath, toma la apariencia de Vic Frasier, la contraparte de Wrath, al quitarse la armadura rider. Xaviax, en el cuerpo de Wrath, era demasido fuerte para Dragon Knight, Wing Knight y Siren, invluso si no contaba con la ayuda de Strike. Más tarde, Xaviax le da más poder al advent deck de JTC para permitirle capturar y fusionar las 2 bestias advent más (Evildiver y a Metalgelas: las bestias advent de Sting y Thrust) junto con la suya y usar su poder utilizando las 2 cartas de contrato vacías de Sting y Thrust; una vez que Strike usa ambas cartas, puede usar las cartas advent de Sting y Thrust, además de tener y usar la carta Unite Vent para fusionarlas en la poderosa bestia Cerebeast.
Luego de una larga y difícil batalla Wing Knight, gracias a su carta más poderosa, Survive, logra transportar a Strike. Xaviax en el cuerpo de Wrath pelea contra Dragon Knight y Wing Knight dominando a ambos riders, incluso en sus modos de supervivencia. Logra transportar a Kit, pero en el proceso, el cuerpo de Wrath también es transportado, puesto que su Final Vent daña a ambos riders; así que sacrifica a su más poderoso rider al vacío advent. Luego de ser transportados, Xaviax alcanza a tomar el advent deck del dragón antes de que Len lo tomara primero y planea usarlo contra él, ya que es el último Kamen Rider que se interpone en su camino una vez más.
Su plan maestro en la serie es secuestrar y conquistar toda la Tierra. Sin embargo, la Tierra es un Mundo Espejo para Ventara y secuestrar a los humanos uno por uno lleva mucho tiempo. Entonces, en cambio, Xaviax tiene una máquina en la que puede transportar una gran cantidad de humanos de la Tierra a Ventara y usarlos a todos como sus esclavos. Pero esta máquina requiere humanos específicos con ADN coincidente para alimentar esta máquina. Con ese fin, envía a sus monstruos a secuestrar solo a esas personas. Sin embargo, con Wing Knight, Dragon Knight y otros Kamen Riders luchando contra él, también tiene que concentrarse en la guerra contra ellos, lo que retrasa sus planes. Pero cuando todos menos Wing Knight, son transportados, vuelve a su plan original. Al plantar dispositivos especiales en todo el mundo, permitirá a Xaviax transportar a toda la población de la Tierra a Ventara. Pero después de ver a Maya pelear contra sus monstruos con la armadura de Siren, se da cuenta de que Eubulon está de regreso, pues es el único que puede reasignar los advent decks a otros usuarios, así que decide enviar a Adam, el Caballero Dragón original, para espiar a Len amenazando a Adam con revelarle a Sarah la verdad sobre su traición a los riders y a Ventara.
Al descubrir un virus implantado al sistema de su transmisor creado por Eubulon, Xaviax le dice a Adam que le envíe una copia del virus para que pueda decodificarlo y crear un antivirus. Sin embargo, a pesar de saber que Adam va fracasando continuamente en su intento de infiltrarse con los riders, envía monstruos a atacar a Maya para permitir que Adam pueda salvarla como otra oportunidad para congraciarse con ellos. Después de una dura pelea contra Kit y contar su propia versión de la historia de lo que sucedió en Ventara, Adam logra ganarse la confianza de los riders y adquiere el virus por él, Xaviax apaga el transmisor para que parezca que Adam tuvo éxito y comienza a decodificar el virus. Si bien tuvo éxito, siente que Adam puede darle la espalda en cualquier momento, por lo que se disfraza de Eubulon y lucha contra Adam para reprenderlo durante la pelea, influyendo en Adam para traicionar a los otros riders una vez más, esta vez por su propia voluntad. Pudo decodificar el virus y crear un antivirus con el que reactiva todos los transmisores y comienza la cuenta regresiva para su activación.
Antes de activarlos, se enfrenta a Eubulon. Él lo reprende por abandonar a su gente en Karsh, pero Eubulon justifica sus acciones diciendo que Xaviax convirtió su planeta en un páramo a través de la guerra y no podía dejar que destruyera otro. También agrega que, si bien el tiempo de existencia de su especie ha terminado, los humanos aún tienen posibilidades de sobrevivir. Xaviax se enfada aún más por esto y dice que Karsh y su gente son superiores a todos los demás y no dejarán que nada, incluido él mismo, haga que su raza se extinga. Como resultado, los dos comienzan a pelear. Xaviax parece tener la ventaja, pero es detenido por Kit, Adam, Len y Kase, en quienes vuelve a centrar su atención. Es entonces cuando Eubulon aprovecha la oportunidad, abre el portal del vacío advent y llegan los otros 9 riders faltantes. En lugar de escapar, intenta convencer a todos los riders de unirse a él, pero no lo logra, así que los 13 riders activan sus cartas de conexión final, el cual les permite combinar la energía de sus finalizaciones en un impulso masivo y destruir a Xaviax de una vez por todas. Antes de ser destruido, Xaviax genera un escudo alrededor de él, consciente de que no podrá resistir más, cambia su rostro en su forma karshan original amenazando en vano a los riders con la promesa de que algún día lo pagarán.
En la serie, además de cambiar de forma, mejorar advent decks, poseer cuerpos y manipular los pensamientos e ideas de los demás, Xaviax también muestra otras habilidades, como el poder asumir su forma Karshian guerrera (una armadura Karshian negra de apariencia monstruosa) y puede disparar rayos de energía desde sus manos que pueden dañar y derribar a los riders a voluntad, así como su increíble destreza en el combate, incluso mejor que Eubulon.

#### Maestro Eubulon/Advent Master
Conocido así por ser el creador y líder de los Kamen Riders.
Él y el general Xaviax son del planeta Karsh; Xaviax era el líder de su ejército del norte, mientras que Eubulon (su mejor soldado) desarrolló armas para él en su guerra contra el sur. Aunque el Norte ganó, Karsh se convirtió en un páramo y Eubulon se alistó para crear dispositivos de transporte para enviar a una gran cantidad de personas de otros planetas como esclavos para reconstruir su mundo, comenzando con Ventara. Cuando llegó, cayó enfermo y casi murió. Fue llevado por una familia Ventariana que lo ayudó a recuperarse y esto lo ayudó a darse cuenta de que no podía esclavizar un planeta pacífico. Pronto le dijo a Xaviax que no tomaría a los Ventarianos y que tendrían que encontrar otra forma de salvar a Karsh. Desafortunadamente, Xaviax se negó a escuchar, lo que lo llevó a pensar que Eubulon había cometido traición y decidió esclavizar a Ventara. Eubulon advirtió a los líderes de Ventara de lo que se avecinaba y luego creó a los Kamen Riders para detener a Xaviax, mientras que los Ventarianos seleccionaron a 12 de sus mejores soldados para tomar el manto. Eubulon también creó su propia armadura kamen rider y poderes para sí mismo, tiene la capacidad de cambiar la secuencia de ADN de las cubiertas de los riders para que cualquiera pueda usarla, así como el también poder implantar ideas y conocimientos de combate telepáticamente por medio del contacto físico. Entrenó y enseñó a los riders a usar las armaduras y sus armas. Luchó contra Xaviax en la guerra contra Ventara que acabó un empate y terminó siendo encontrado hace 60 años en la Tierra en Roswell, Nuevo México, inconsciente y gravemente herido. Sin éxito de poder despertarlo, fue puesto en criogenización, hasta encontrar quien pudiera hacerlo.
60 años después de ser encontrado, Len fue traído para reactivar a Eubulon. Len le había informado sobre la traición de Adam y sobre las actividades de Xaviax. Con Xaviax en movimiento, reasigna el advent deck de Siren a Maya y le implanta sus conocimentos de combate y uso de la armadura kamen rider telepáticamente por el tacto para que ayude a Len a detener a Xaviax, mientras Eubulon va a recuperar a los riders en el Advent Void. Se las arregla para traer a los kamen riders de ventara: Torque, Strike y Axe (Chance, Pryce y Hunt respectivamente) mientras él y Len les explican su situación actual. Les da un dispositivo que cargará un virus en los dispositivos de transporte de Xaviax, ya que los necesitarán a todos para recuperar a la gente de Ventara. Eubulon regresa al Advent Void para recuperar a otros riders, incluidos Kase y Kit. Cuando los saca del vacío de Adviento, le da a Kit el advent deck de Onyx para ayudar a Len, Chance y Price. Después de regresar a la base de No-Men, comienza a reparar la llave para que vuelva a funcionar completamente, antes de sentir a Maya en peligro y enviar a Kit para que la ayude.
Cuando siente que Kit y Adam pelean entre sí, interrumpe su batalla para escuchar el lado de la historia de Adam y evitar que Kit ceda a su ira. Trae a Adam de vuelta a la base para escucharlo, pero los otros riders se niegan a escuchar. Len deja la base, pero Eubulon lo sigue y logra que los demás confíen en Adam, aunque sea un poco. Él va con Price y Hunt para localizar otro transmisor en África, pero tienen dificultades para buscarlo. Después de ser emboscados por monstruos, los tres riders se retiran cuando Hunt se lesiona. Eubulon comienza a curar a Hunt cuando regresan a la base.
Eubulon, mientras medita, es buscado por Kit y Maya, quienes le preguntan sobre el origen de los Kamen Riders. Él les dice que él es de Karsh como Xaviax, así como la historia de sus planetas y sobre la creación de los Kamen Riders. Eubulon agrega que debido a que inventó los transmisores de teletransportación, será culpa suya si Xaviax gana.
Más tarde, Eubulon descubre los transmisores reactivados. Cuando Adam y Len regresan, Adam les dice a todos lo que le sucedió y Eubulon explica que nunca haría algo así, lo que lleva a Kit a darse cuenta de que era Xaviax que se disfrazó de Eubulon para hacer que Adam traicionara a los riders de nuevo, esta vez por su propia voluntad. Él envía a los riders junto con Trent y Maya a la base de Xaviax y les entrega a cada uno una carta "Link Vent" cuya función consiste en que, al momento de usarla, los 13 Kamen Riders combinan sus 13 Vents finales para lanzar un ataque devastador contra Xaviax. Cuando los riders destruyen el generador de escudos, Eubulon logra detener a Xaviax justo antes de que active sus transmisores. El malvado general reprende al advent master por "abandonar a su propio pueblo" en Karsh, pero Eubulon lo justifica diciendo que Xaviax destruyó su planeta a través de la guerra y que no podía permitir que le sucediera a otro. También agrega que mientras el tiempo de existencia de su especie está terminado, los humanos aún tienen una posibilidad de supervivencia. Xaviax se enoja aún más por esto y dice que Karsh y su gente son superiores a todos los demás y no dejarán que nada, incluido Eubulon, haga que su raza se extinga. Esto lleva a una batalla entre los dos con Xaviax ganando la delantera. Eubulon es salvado por Adam y Kit que, junto con Len y Kase, distraen a Xaviax el tiempo suficiente para que él traiga a los seis riders restantes del Advent Void. Muy pronto, los 13 Kamen Riders usan sus cartas "Link Vent" y destruyen Xaviax de una vez por todas. Eubulon afirma que su trabajo está lejos de haber terminado y, junto con los otros riders, logra traer de vuelta a la gente de Ventara.
Durante el Epílogo, rescata a todos los otros riders de la tierra y borra sus recuerdos de ellos siendo riders. Incluso curó a Chris de su asma y probablemente eliminó a Brad de su escándalo de trampa y sacó a Vic de su coma. También separa y retira a Adam de su Advent Deck de Dragon Knight y se lo da a Kit, que se ha convertido oficialmente en Kamen Rider Dragon Knight. Usando su tecnología, continúa ayudando a reconstruir Ventara y continúa ayudando a los Kamen Riders de cualquier mal que pueda amenazar a Ventara y la Tierra.

## Kamen Riders, Bestias Advent y poderes

### Kamen Rider Dragon Knight
Kamen Rider Dragon Knight tiene un rango muy amplio de movimientos, incluso si no es un luchador fuerte, sigue siendo uno de los Kamen Riders más fuertes. La mayoría involucró a su contratado Dragreder, así como a un variado conjunto de Advent Cards que lo hacen relativamente equilibrado en términos de capacidad de combate potencial. Dragon Knight también tiene la capacidad de acceder a una forma más fuerte utilizando la carta Survive. En su modo Survive, su armadura y su Advent Deck cambian a un rojo carmesí más definido y los diseños de dragón son aún más destacados. Además, sus nuevas cartas refuerzan su estilo de lucha equilibrado y también le dan una nueva Advent Card basada en trucos llamada Strange Vent, que copia una carta en otro Deck creando una versión para él como Trick Vent, una carta que normalmente es utilizado por Wing Knight. La motocicleta Dragon Knight se llama el Ciclo del Dragón que se transforma de su motocicleta 
Suzuki Katana 600.
Dragreder
Dragreder es un dragón japonés mecánico rojo que es la Bestia Advent de Dragon Knight. Cuando Dragon Knight activa su carta Survive, Dragreder evoluciona a Dragranzer, un dragón que puede convertirse en una motocicleta.
Advent Deck del Dragón Knight
Dragon Knight coloca sus cartas en la ranura con forma de dragón de su brazo izquierdo, llamada Drag Visor. Como Blank Knight, el diseño de la ranura, llamado Ride Visor, fue más genérico pero funcionó de la misma manera.
Attack Vent: Invoca a Dragreder para que ataque directamente a sus oponentes.
Sword Vent: Conjura una espada ancha diseñada por un dragón. Como Blank Knight, era una espada larga genérica y normal que se rompía fácilmente.
Strike Vent: se coloca un guantelete con forma de dragón en su mano derecha para disparar un estallido de llamas, asistido por Dragreder.
Guard Vent: Se une a las garras de Drageder como escudos en sus brazos.
Final Vent: Invoca a Dragreder para la Final Vent de Dragon Knight. Consiste en él saltando en el aire, lanzando una patada voladora impulsada por las llamas de Dragredder.
Survive: permite que Dragon Knight acceda al modo supervivencia y transforma Dragreder en Dragranzer. Cuando se activa, el fondo de la tarjeta brilla con un efecto de llama roja que gira.
Link Vent: Cuando se combina con las otras 12 cartas de este tipo, los trece final vents se combinan en un pulso masivo. (Solo se usaron para destruir a Xaviax.)
El modo de supervivencia de Dragon Knight:
La ranura de Dragon Knight cambia de la ranura de su brazo a una pistola similar a un dragón llamada Drag Visor-Zwei. La tarjeta de Supervivencia se inserta dentro de la boca del dragón y las tarjetas están ranuradas en el lado de la ranura.
Strike Vent: Invoca a Dragranzer para que ataque directamente a sus oponentes.
Sword Vent: abre una cuchilla en la ranura (similar a una navaja de bolsillo).
Shoot Vent: Invoca a Dragranzer que dispara una explosión de llamas.
Guard Vent: Dragranzer se enrolla alrededor de Dragon Knight que lo protege de los ataques.
Strange Vent: una tarjeta impar que, al ser colocada en una ranura, se convertirá en cualquier tarjeta que cualquiera de los otros Kamen Riders use (a menudo la siguiente tarjeta en sus mazos). La nueva tarjeta debe ser reslotada para su uso.
Trick Vent: Crea varias copias de Dragon Knight.
Final Vent: Invoca a Dragranzer para la Final Vent del modo Survive del Dragón Knight. Dragranzer se transforma en una motocicleta en la que Dragon Knight se desplace en él mientras dispara bolas de fuego a sus enemigos al tiempo que los embiste.

### Kamen Rider Onyx
Una versión en color negro de Dragon Knight contratada por Dragblacker, Onyx posee las mismas habilidades y potencial de combate que Dragon Knight; sin embargo, Onyx es relativamente más fuerte que Dragon Knight, debido a que sus Cartas de Adviento tienen un AP más alto. Esto se muestra cuando Kit como Onyx logra dominar a Adam, el Dragon Knight original, en el episodio 34. La única desventaja de Onyx es la falta de una carta de Survive Mode.
Dragblacker
Es un dragón negro que es un clon de Dragredder. Es la Bestia de Adviento de Kamen Rider Onyx la que le dio Eubulon.
Advent Deck de Onyx
Al igual que Dragon Knight, Onyx coloca sus Cartas en la ranura similar a un dragón en su brazo izquierdo llamada Black Drag Visor.
Attack Vent: Invoca Dragblacker para atacar directamente a sus oponentes.
Sword Vent: Conjura una espada ancha diseñada por un dragón negro.
Strike Vent: Coloca un guantelete con forma de dragón negro en su mano derecha para disparar una explosión de llamas negras con la ayuda de Dragblacker.
Guard Vent: Se une a las garras de Dragblacker como escudos en sus brazos.
Final Vent: Invoca Dragblacker para la ventilación final de Onyx. Onyx salta al aire mientras Dragblacker emite energía oscura que paraliza las piernas del oponente, luego lanza una patada lateral voladora con Dragblacker volando detrás para aumentar el poder del ataque con su llama oscura.
Link Vent: Cuando se combina con las otras 12 cartas de este tipo, los trece final vents se combinan en un pulso masivo. (Solo se usaron para destruir a Xaviax.)

### Kamen Rider Wing Knight
Kamen Rider Wing Knight es un luchador de corta distancia que posee dos espadas (su estoque por defecto, que también le permite colocar Advent Cards, y su Sword Vent, una gran espada con forma de lanza). Debido a esto, es más adecuado para el combate de uno contra uno, y es el cuarto más fuerte de los Kamen Rider. Wing Knight también puede usar su Trick Vent para crear copias de sí mismo para ayudarlo en el combate para vencer a los oponentes más fuertes o incluso en una batalla con múltiples enemigos. Len también tiene la capacidad de acceder a una forma más fuerte mediante el uso de la carta Survive. En su modo de supervivencia, su armadura y su Advent Deck cambian a una profunda sombra azul, con una capa añadida a su armadura. Sus nuevas cartas refuerzan sus habilidades de combate individuales permitiendo a Wing Knight usar su ranura de diferentes maneras. La Kawasaki ZX-14 de Len se transforma en el ciclo de Wing, la motocicleta de Wing Knight.
Blackwing
Blackwing es un murciélago mecánico gigante que es la Bestia Advent de Wing Knight. Cuando Len activa su modo Survive, Black Wing se convierte en Black Raider, un murciélago de 2 colas que puede convertirse en una motocicleta.
Advent Deck de Wing Knight
Wing Knight coloca sus cartas en la guarda de su estoque, el Black Visor. Black Visor se puede usar como arma aun si no se le colocan las cartas Advent.
Attack Vent: Invoca a Black Wing para atacar directamente a sus oponentes.
Sword Vent: Conjura una lanza para mayor poder ofensivo.
Trick Vent: Crea varias copias de Wing Knight.
Nasty Vent: crea un ruido fuerte emitido por Black Wing.
Guard Vent: usa su capa como escudo.
Final Vent: Invoca a Blackwing. Él cual se acopla en la espalda de Wing Knight, sus alas se convierten en una capa cuando se ajusta en su lugar. Wing Knight luego salta en el aire, mientras baja su capa lo envuelve, al tiempo que gira como un taladro con el que atraviesa a sus enemigos.
Survive: permite a Wing Knight acceder al modo supervivencia, transformando a  Black Wing en Black Raider. Cuando se activa, el fondo de la tarjeta brilla con un efecto de viento azul que gira.
Link Vent: Cuando se combina con las otras 12 cartas de este tipo, los trece final vents se combinan en un pulso masivo. (Solo se usaron para destruir a Xaviax.)
El modo de supervivencia de Wing Knight
La ranura de Wing Knight cambia de un estoque a un escudo con una espada en su interior llamada Black Visor-Zwei. La carta Survive está ranurada en la parte posterior del escudo, mientras que el protector de la espada (ya sea sacado o dentro del escudo) se usa como ranura para las otras tarjetas.
Attack Vent: Invoca a Black Raider para que ataque directamente a sus oponentes.
Blust Vent: Invoca a Black Raider para crear un tornado.
Sword Vent: Permite que Wing Knight invoque su espada.
Shoot Vent: cambia la ranura (con la espada y el escudo) a una ballesta que dispara láseres.
Trick Vent: Crea varias copias de Wing Knight.
Final Vent: Invoca a Black Raider para la Final Vent del modo Survive al Wing Knight. Transforma a Black Raider en una motocicleta en la que Wing Knight viaja. Dispara un rayo láser desde sus ojos para paralizar a sus enemigos, luego se transforma en un misil para un ataque de embestida de alta velocidad.

### Kamen Rider Siren
El diseño principal de Siren es muy similar al de Wing Knight, con una ranura y un estilo de lucha similares. A diferencia de Wing Knight, ella es un poco más enérgica y despiadada, posiblemente más poderosa que Wing Knight. Sin embargo, ella no tiene tantas Advent Cards ni tiene la variedad que tiene Wing Knight. Pero debido a que ella y Wing Knight tienen estilos muy similares, funcionan muy bien juntos. Siren coloca sus cartas en la guarda de su estoque, el Visor Blanc. Puede usarse como arma si no tiene tiempo suficiente para colocar sus cartas.
Blancwing
Es un cisne mecánico gigante que es la bestia advent de Siren.
 Advent Deck de Siren:
Attack Vent: Invoca Blancwing para atacar enemigos.
Sword Vent: Conjura un bastón con doble cuchilla.
Guard Vent: Conjura un escudo que también lanza plumas blancas para distraer al oponente.
Final Vent: Blancwing ataca al enemigo por detrás produciendo una ráfaga con sus alas que los envía volando en el camino del ataque con el bastón de Siren.
Link Vent: Cuando se combina con las otras 12 cartas de este tipo, los trece final vents se combinan en un pulso masivo. (Solo se usaron para destruir a Xaviax.)

### Kamen Rider Incisor
Kamen Rider Incisor usa sus pinzas para atacar agregando otra con su Strike Vent.
Volcancer
Volcancer es un cangrejo humanoide mecánico que es la Bestia Advent del Incisor. Cuando Kit como Kamen Rider Dragon Knight lo encontró por primera vez, pensó que era un monstruo salvaje hasta que apareció Kamen Rider Incisor.
Advent Deck de Incisor:
Incisor coloca sus cartas en la pinza de su brazo izquierdo, llamado Incisor Visor. También se puede utilizar como arma.
Attack Vent: Invoca a Volcancer para que ataque directamente a sus oponentes.
Strike Vent: se coloca una pinza en la mano derecha.
Guard Vent: coloca un escudo en su mano izquierda.
Final Vent: Invoca a Volcancer para la Final Vent. Este lanza a Incisor al aire para un ataque mortal.
Link Vent: Cuando se combina con las otras 12 cartas de este tipo, los trece final vents se combinan en un pulso masivo. (Solo se usaron para destruir a Xaviax.)

### Kamen Rider Torque
Kamen Rider Torque es un luchador de largo alcance, que tiene un arma predeterminada que se dobla como una ranura para las cartas Advent. Su Launch Vent consiste en cañones de hombro y su Shoot Vent invoca un cañón de mano más grande.
Magnugiga
Magnugiga es un robot minotauro gigante que es la Bestia Advent de Torque.
Advent Deck de Torque
Torque coloca sus cartas en la parte inferior de su arma (similar a cómo se carga un clip o cargador en una pistola) llamado Magna Visor. También se puede usar como un arma si el par está demasiado cerca para Shoot Vent o Launch Vent.
Attack Vent: Invoca a Magnugiga para que ataque directamente a sus oponentes.
Strike Vent: conjura un guantelete parecido a los cuernos de toro.
Shoot Vent: le coloca cañones en el hombro.
Shoot Vent: conjura un gran bazuca de mano.
Guard Vent: crea un escudo mecánico verde modelado del pecho de Magnugiga.
Final Vent: Invoca a Magnugiga para la Final Vent de Torque. Abre sus compartimientos de pecho (revelando misiles) y baja los cañones de sus piernas. Torque conecta su arma a su espalda, lanzando una ráfaga devastadora de misiles y láseres.
Link Vent: Cuando se combina con las otras 12 cartas de este tipo, los trece final vents se combinan en un pulso masivo. (Solo se usaron para destruir a Xaviax.).

### Kamen Rider Camo
La habilidad principal de Kamen Rider Camo es su Clear Vent, que le permite camuflarse con el ambiente, principalmente para escapar del peligro y atacar inadvertidamente. Su arma principal es su Hold Vent, donde puede luchar desde la distancia.
Biogreeza
Biogreeza es un camaleón humanoide que es la Bestia Advent de Camo.
Advent Deck de Camo:
Camo coloca sus cartas en el camaleón de su pierna izquierda, llamado Bio Visor, que las agarra con su lengua.
Attack Vent: Invoca a Biogreeza para que ataque directamente a sus oponentes.
Clear Vent: Camo se camufla y hace invisible.
Hold Vent: Conjura un arma tipo yo-yo.
Copy Vent: Copia la apariencia de un objetivo Kamen Rider. (Esta habilidad nunca fue usada en la serie.)
Final Vent: Invoca a  su bestia Advent para su Final Vent. Camo salta, mientras Biogreeza lo toma con su lengua alrededor de las piernas, moviéndolo hacia un oponente donde el Rider atrapa al enemigo, haciéndole un piledriver sobre el enemigo después de ser lanzado. (La Final Vent de Camo nunca se usó en la serie.)
Link Vent: Cuando se combina con las otras 12 cartas de este tipo, los trece final vents se combinan en un pulso masivo. (Solo se usaron para destruir a Xaviax.).

### Kamen Rider Thrust
Kamen Rider Thrust se basa más en la fuerza bruta más que los otros riders. Pero su habilidad más poderosa reside en su carta "Confine Vent" que le permite a Thrust negar los efectos de otras Advent Cards como la Guard Vent de Wing Knight y el Final Vent de Sting.
Metalgelas
Metalgelas es un rinoceronte humanoide blindado que es la Bestia de Adviento de Thrust. Metalgelas más tarde termina bajo el control de JTC, solo para perderlo después de ser ventilado.
Advent Deck de Thrust
Thrust coloca sus cartas en un compartimiento del hombro izquierdo llamado Metal Visor
Attack Vent: Invoca a Metalgelas para que ataque a sus enemigos directamente.
Strike Vent: conjura un arma, un escudo con forma de cabeza de rinoceronte.
Confine Vent: niega los efectos de las advent cards de cualquier kamen rider. Esta tarjeta fue creada para Brad por Xaviax, pero se perdió cuando Brad fue transportado.
Final Vent: Invoca a Metalgelas para la ventilación final de Thrust. Metalgelas lleva a Thrust sobre los hombros, con su arma Strike Vent equipada, ya que perfora a sus enemigos en un ataque de carga de alta velocidad.
Link Vent: Cuando se combina con las otras 12 cartas de este tipo, los trece final vents se combinan en un pulso masivo. (Solo se usaron para destruir a Xaviax.)

### Kamen Rider Strike
Kamen Rider Strike es el quinto Rider más fuerte de Kamen. Es un luchador de corto alcance armado con un cetro similar a una cobra y es astuto en la batalla. Strike, cuando es utilizado por JTC, es uno de los Riders más exitosos, que permite descargar más Riders que nadie en la serie. Sin embargo, él elige sus batallas con cuidado, no queriendo pelear en clara desventaja. Xaviax logra mejorar el Deck de Strike para incluir dos cartas de contrato vacías y captura a Metalgelas y a Evildiver para permitirle usar las advent cards de Thrust y Sting, además de tener la carta Unite Vent para fusionarlas en la poderosa bestia Cerebeast.
Venosnaker
Venosnaker es una cobra mecánica gigante que es la Bestia Advent de Strike. Al igual que Dragredder de Dragon Knight, Strike a menudo involucra a su Bestia Venosnaker en la lucha usando el ácido de Venosnaker para derretir la cobertura.
Cerebeast
Cerebeast es la Bestia Advent combinada de Strike con el uso de la tarjeta Unite Vent para combinar Venosnaker con Metalgelas de Thrust y Evildiver de Sting para formar una Bestia Advent quimérica. Tiene la cabeza y la cola de Venosnaker, los cuernos y el cuerpo de Metalgelas, y el Evildiver montado en su parte posterior (con las aletas abiertas en diferentes direcciones). Esta habilidad se perdió después de ventilar a JTC.
Advent Deck de Strike
Strike coloca sus cartas en la parte superior de su cetro llamado Veno Visor. Después de que su Advent Deck haya sido impulsado por Xaviax, el Advent Deck mejorado le permite a JTC controlar más de una Advent Beast que puede obtener después de robar los Advent Decks of Kamen Rider Thrust y Kamen Rider Sting, así como sus cartas asociadas. Esta habilidad se perdió cuando JTC fue expulsado, dejando a Strike con sus cartas predeterminadas.
Attack Vent: Invoca a Venosnaker para que ataque directamente a sus oponentes.
Sword Vent: Conjura una espada espiral que tiene la forma de la cola de Venosnaker.
Final Vent: Invoca a Venosnaker para la Ventilación final de Strike. Lanza a Kamen Rider Strike para lanzar una devastadora patada en bicicleta.
Attack Vent (Thrust): Invoca a Metalgelas para que ataque directamente a sus oponentes.
Strike Vent (Thrust): conjura un arma, un escudo con forma de cabeza de rinoceronte.
Final Vent (Thrust): Invoca a Metalgelas para la ventilación final de Strike. Metalgelas lleva a Strike sobre los hombros, con su arma Strike Vent equipada, ya que atraviesa a sus enemigos en un ataque de carga de alta velocidad.
Attack Vent (Sting): Invoca a Evildiver para que ataque directamente a sus oponentes.
Swing Vent (Sting): Conjura una cola parecida a una raya para usar como un látigo.
Final Vent (Sting): Invoca a Evildiver para la ventilación final de Strike. Strike cabalga en la espalda de Evildiver mientras se estrella contra los enemigos.
Unite Vent: combina Venosnaker, Metalgelas y Evildiver en Cerebeast.
Final Vent (Unite): Invoca a Cerebeast para la ventilación final de Strike. Strike patea a sus enemigos en un vórtice que se manifiesta en el torso de Cerebeast. (Esta habilidad no fue usada en la serie)
Link Vent: Cuando se combina con las otras 12 cartas de este tipo, los trece final vents se combinan en un pulso masivo. (Solo se usaron para destruir a Xaviax.).

### Kamen Rider Sting
Kamen Rider Sting utiliza principalmente la ranura con forma de mantaraya en su brazo como escudo, junto con su Swing Vent como látigo. Sting también posee un Copy Vent que le permite copiar otras Advent Cards y usarlas como propias, como Strike Vent y Sword Vent de Dragon Knight, y también la sword vent de Wing Knight.
Evildiver
Evildiver es una mantaraya mecánica voladora que es la Bestia de Adviento de Sting. Más tarde, Evildiver termina bajo el control de JTC, quien lo pierde después de ser transportado.
Advent Deck de Sting
Sting coloca sus cartas en la ranura con forma de mantaraya de su brazo izquierdo, llamada el Evil Visor. Se puede usar como escudo.
Attack Vent: Invoca a Evildiver para que ataque a sus enemigos directamente.
Swing Vent: Conjura una cola de mantaraya para usar como un látigo.
Copy Vent: Copia cualquier advent card y obtiene una copia como si fuera la suya.
Final Vent: Invoca a Evildiver para la ventilación final de Sting. Kamen Rider Sting cabalga en la espalda de Evildiver mientras se estrella contra los enemigos.
Link Vent: Cuando se combina con las otras 12 cartas de este tipo, los trece final vents se combinan en un pulso masivo. (Solo se usaron para destruir a Xaviax.)

### Kamen Rider Axe
Kamen Rider Axe es un Rider que orienta sus peleas a un estilo más agresivo y que usa su hacha (que es su ranura) o sus garras Strike Vent. También obtiene una ventaja sobre sus oponentes al inmoblizarlos con Freeze Vent.
Destwilder
Destwilder es un tigre blanco humanoide blindado que es la Bestia de Adviento de Axe.
Advent Deck de Axe
Axe coloca sus cartas en la parte superior de su hacha de tigre llamada Dest Visor. Se puede usar como un arma si no usa sus cartas.
Attack Vent: Invoca a Destwilder para que ataque a sus enemigos directamente como un aliado.
Strike Vent: Conjura un conjunto de garras similares a las garras de Destwilder.
Freeze Vent: Congela al oponente durante un cierto período de tiempo.
Final Vent: Invoca a Destwilder para la Ventilación final de Axe. Destwilder golpea al objetivo a través del suelo y deja que Axe acaba con su oponente con una puñalada a base de garras en el torso.
Link Vent: Cuando se combina con las otras 12 cartas de este tipo, los trece final vents se combinan en un pulso masivo. (Solo se usaron para destruir a Xaviax.)

### Kamen Rider Spear
Kamen Rider Spear es un Rider de rango cercano con su Spin Vent para ayudarlo. A diferencia de otros Riders, que solo tienen una Bestia Advent que los ayuda, Attack Vent llama a varias Zelles así como a Gigazelle para ayudarlo a abrumar a sus oponentes.
Gigazelle
Gigazelle es una gacela humanoide que es la bestia Advent de Spear. Cuando se convoca a Gigazelle, también está acompañada por las bestias de Zelle, Magazelle, Omegazelle y Megazelle.
Advent Deck de Spear
Spear coloca sus cartas en la ranura de la rodilla derecha, llamada Gazelle Visor.
Attack Vent: Invoca a Gigazelle y las otras Zelles para que ataquen a sus enemigos directamente.
Spin Vent: Conjura un arma de taladro doble, también se usa como escudo 
Final Vent: Invoca a Gigazelle y otras Zelles para la Ventilación final de Spear. Las Zelles estampan un objetivo antes de que Spear libere un poderoso golpe de rodilla en la cabeza del enemigo. (Esta habilidad nunca fue usada en la serie.)
Link Vent: Cuando se combina con las otras 12 cartas de este tipo, los trece final vents se combinan en un pulso masivo. (Solo se usaron para destruir a Xaviax.)

### Kamen Rider Wrath
Kamen Rider Wrath es el segundo Kamen Rider más fuerte. Wrath puede enfrentarse fácilmente a Riders más fuertes, especialmente cuando Xaviax usa el cuerpo. Puede dominar fácilmente a otros con dos Sword Vent. También es el único Kamen Rider que puede teletransportarse, lo que le permite desaparecer en un instante, dejando una nube de plumas doradas que puede usar incluso cuando prepara su Final Vent. Esta técnica no requiere una tarjeta para realizarse. También puede teletransportarse con otros.
Goldphoenix
Goldphoenix es un fénix mecánico dorado que es la Bestia Advent de Wrath.
 Advent Deck de Wrath
Wrath coloca sus tarjetas en su bastón llamado Gold Visor.
Attack Vent: Invoca a Goldphoenix para atacar directamente a sus enemigos.
Sword Vent: Conjura sables duales en forma de alas de fénix.
Guard Vent: Conjura un escudo en forma de cola de fénix.
Steal Vent: Roba cualquier equipo que otro rider haya conjurado (Esta habilidad nunca fue usada en la serie).
Time Vent: Permite que Kamen Rider Wrath invierta el tiempo. (Esta habilidad nunca fue usada en la serie.)
Final Vent: Invoca a Goldphoenix para la ventilación Final de Wrath. Goldphoenix envía a Kamen Rider Wrath a la cabeza del oponente primero mientras está envuelto en llamas. (A diferencia de otros final vents, el de Wrath es suicida, ya que posiblemente puede desahogarse en el proceso).
Link Vent: Cuando se combina con las otras 12 cartas de este tipo, los 13 final vents se combinan en un pulso masivo. (Solo se usaron para destruir a Xaviax.)

### Advent Master
El Advent Master es un rider único y muy diferente a los demás. Es el rider líder que tiene la menor cantidad de cartas advent. El diseño de su armadura rider no está basado en ningún animal o bestia conocida (aunque curiosamente el casco se asemeja a la forma de algún tipo de insecto) y cuenta con un cinturón de transformación en forma de V del lado derecho cubriendo una parte al advent deck cuando es insertado. Su advent deck (también conocido como el Advent Key) es diferente al de los demás riders en su totalidad ya que cumple con otras funciones; además de proporcionarle su armadura y armas, también es la llave que le permite viajar a través del vacío advent para liberar a los riders malheridos de sus cápsulas de hibernación y traerlos devuelta, su diseño es diferente en tamaño y porta un símbolo desconocido (posiblemente de origen karshiano) en lugar de algún animal o bestia advent. También utiliza la armadura como fuente de energía para recargar el advent deck hasta que alcance su 100% para usarla como advent key.
Como advent master y exmiembro del ejército de Karsh, posee años de experiencia en la lucha, siendo capaz de empuñar una variedad de armas (a pesar de no necesitarlas) y luchar en combates cuerpo a cuerpo (con excepción de la escena en donde Xaviax usa su habilidad como maestro del disfraz para tomar la forma de Eubulon y enfrentase a Adam utilizando cartas advent para activar su espada y supervelocidad). También es un ingeniero experto ya que creó el arsenal de los Kamen Riders, así como su propio arsenal como Advent Master y herramientas para reparar la llave dañada del vacío advent para su máxima capacidad.
(Sin Bestia Advent)
Es el único rider que no cuenta con una bestia advent.
Advent Deck/Advent Key del Advent Master
El Advent Master coloca sus cartas en la ranura de su lector ubicado en su brazo derecho (es el único dispositivo de cartas que no tiene nombre como los de los otros riders). A diferencia de los demás dispositivos rider, por ser un lector de cartas, funciona de manera muy diferente a la de los otros Kamen Riders. Después de deslizar la carta a través de la ranura de su lector, ésta se quema (aunque esto puede deberse simplemente al hecho de que en realidad era Xaviax transformado en la forma de Eubulon y copiando sus poderes en ese momento).
Además, sus cartas están diseñadas horizontalmente a diferencia de los otros riders, cuyas cartas están diseñadas verticalmente. En realidad, Eubulon nunca usa sus cartas. Solo fueron utilizadas en el episodio 36 por Xaviax en la forma de Eubulon cuando se enfrenta a Adam, aunque se supone que Eubulon tiene estas cartas ya que su Advent Key también actúa como un Advent Deck.
Sword Vent: Conjura una espada con púas similar a una lanza que puede disparar fuego azul.
Speed Vent: Acelera a Eubulon a altas velocidades.

## Episodios
1-El caballero dragón
2-Contratar al dragón
3-Kamen Rider Incisor
4-El reto del Rider
5-El poder de dos
6-Kamen Rider Torque
7-¿Amigo o enemigo?
8-Kamen Rider Camo
9-Kamen Rider Thrust
10-Club de batalla
11-Transportar o ser transportado
12-Kamen Rider Sting
13-El encanto de la caza
14-La promesa de Xaviax
15-Las muchas caras de Xaviax
16-El héroe de Gramercy Heights
17-El poder de tres
18-Los hermanos Cho
19-Siempre Fiel
20-Carta desde la trinchera
21-El ultimátum de Strike
22-La resoluciòn de un Rider
23-Kamen Rider Siren
24-Oscura tentación
25-Eliminando a Axe
26-Kamen Rider Wrath
27-El ataque de los No Men
28-Dragón enjaulado
29-La calma antes de la tempestad
30-El último acto
31-La ira de Xaviax
32-El regreso del Advent Master
33-Fuera del Vacío
34-De regreso en negro
35-La caída de un héroe
36-Oscura decepción
37-Con el enemigo dentro
38-Por Ventara y La Tierra, parte 1
39-Por Ventara y La Tierra, parte 2
40-Historia de un dragón

## Reparto
- Stephen Lunsford como Kit Taylor, Adam
- Matt Mullins como Len
- Aria Alistar como Maya Young
- William O'Leary como General Xaviax
- Marisa Lauren como Lacey Sheridan
- Taylor Emerson como Trent Moseley
- Kathy Christopherson como Michelle Walsh
- Carrie Reichenbach como Kase
- Tony Moras como Richie Preston, Ian
- Christopher Foley como Drew Lansing, Chance
- Christopher Babers como Grant Staley, Van
- Scott Bailey como James "JTC" Trademore, Price
- Keith Scaduto como Brad Barrett, Cameron
- Michael Cardelle como Chris Ramirez, Quinn
- Mike Moh como Danny Cho, Hunt
- Tony Sano como Albert Cho, Chase
- Jeff Davis como Frank Taylor
- James Patterson como el Detective Grimes
- Jamison Jones como Agent Phillips
- Mark Dacascos como Eubulon
- Camila Greenberg como Sarah

## Riders

### Earth Riders
| Riders de la Tierra            | Bestias Advent                            |
| ------------------------------ | ----------------------------------------- |
| Kit Taylor / Dragon Knight     | (Dragón Rojo / Dragreder - Dragranzer)    |
| Richie Preston /Incissor       | (Cangrejo / Volcancer)                    |
| Drew Lansing / Torque          | (Minotauro / Magnugiga)                   |
| Chris Ramirez / Sting          | (Mantarraya / Evildiver)                  |
| Brad Barret / Thrust           | (Rinoceronte / Metalgelas)                |
| Vic Fraser / Wrath             | (Fénix / Goldphoenix)                     |
| James "JCT" Trademore / Strike | (Cobra / Venosnaker - Kimera / Genocider) |
| Danny Cho / Axe                | (Tigre / Destwilder)                      |
| Albert Cho / Spear             | (Gacelas / Gigazelles)                    |
| Grant Staley / Camo            | (Camaleón / Biogreeza)                    |
| Kit Taylor / Onyx              | (Dragón Oscuro / Dragblacker)             |
| Maya Young / Siren             | (Cisne / Blancwing)                       |

### Ventaran Riders
| Riders de Ventara      | Bestias Advent                         |
| ---------------------- | -------------------------------------- |
| Adam / Dragon Knight   | (Dragón Rojo / Dragreder - Dragranzer) |
| Len / Wing Knight      | (Murciélago / BlackWing - BlackRaider) |
| Ian /Incissor          | (Cangrejo / Volcancer)                 |
| Chance / Torque        | (Minotauro / Magnugiga)                |
| Quinn / Sting          | (Mantarraya / Evildiver)               |
| Cam / Thrust           | (Rinoceronte / Metalgelas)             |
| Nolan / Wrath          | (Fénix / Goldphoenix)                  |
| Price / Strike         | (Cobra / Venosnaker)                   |
| Hunt / Axe             | (Tigre / Destwilder)                   |
| Chase / Spear          | (Gacelas / Gigazelles)                 |
| Van / Camo             | (Camaleón / Biogreeza)                 |
| Kase / Siren           | (Cisne / Blancwing)                    |
| Eubolon /Advent Master | (Rider Supremo/Sin Bestia Advent)      |

## Cadena Japonesa
Se transmitió en Japón por suscripción vía satélite canal Toei Channel en el otoño de 2009 como parte del proyecto del décimo aniversario de los de Heisei Kamen Rider. Agentes de la voz introducidos en el proyecto incluyen Tatsuhisa Suzuki como Kit/Kamen Rider Dragon Knight, Hiroki Takahashi como Richie Preston/Kamen Rider Incisor, Hiroshi Kamiya como Chris Ramirez/Kamen Rider Sting, Hideo Ishikawa como Vic Frasier/Kamen Rider Wrath y Takahiro Sakurai como Danny Cho/Kamen Rider Axe. Después, el dub se emitió de nuevo en la TV Asahi en 2010.
Tatsuhisa Suzuki había solicitado a los productores del doblaje que los personajes digan Henshin en lugar de simplemente Kamen Rider como frase de transformación para respetar la frase original de las series japonesas, dicha decisión fue rechazada.

## Emisión internacional
- Brasil: Cartoon Network y TV Globo durante el bloque TV Globinho
- Venezuela: Cartoon Network y Venevisión
- Colombia: Caracol TV y Cartoon Network
- Francia: Canal+
- Italia: Mediaset.[2][3]
- Hungría: RTL Klub y Animax
- Rumania: Pro TV y Animax
- República Checa: TV Nova y Animax
- Bulgaria: bTV
- Países Bajos: Disney XD
- Turquía: Disney XD
- Grecia: Star Channel y Disney XD
- Polonia: Disney XD
- Estados Unidos: The CW.[4]
- Perú: Cartoon Network y Red Global
- Alemania,  Austria,  Suiza y  Liechtenstein: RTL II.[5]
- Paraguay: PTV
- Argentina: Cartoon Network, Canal 9
- Japón: Toei Channel.[6]
- República Dominicana: Cartoon Network y Antena 7
- México: Cartoon Network y Canal 5
- Honduras: Cartoon Network y Canal 5
- El Salvador: Cartoon Network y Canal 12